# 张木生
张木生（1948年4月4日—），是一名中国大陆的政治评论家。

## 生平
1965年毕业于中国人民大学附属中学。1965-1972年间在内蒙古插队。1968年秋，张木生发表文章《中国农民问题学习——关于中国体制问题的研究》，称包产到户确实可以增产。但因为此文，他在1972年被捕入狱8个月。1973年，张木生进入内蒙古大学学习。1980年代，张木生先后在社科院农经所和中央书记处农村政策研究室工作。2009年，著作《改造我们的文化历史观》在香港出版。2011年，该书在中国大陆出版。